# Pseudognaphalium oaxacanum
Pseudognaphalium oaxacanum là một loài thực vật có hoa trong họ Cúc. Loài này được (Greenm.) G.L.Nesom miêu tả khoa học đầu tiên.